# NXT
WWE NXT, zkráceně NXT, je sportovní zábavní program od společnosti WWE který se začal vysílat 23. února 2010. Původně to mělo být něco jako reality show která sleduje životy wrestlerů ve Florida Championship Wrestling (FCW) a jejich cesty do Raw nebo SmackDown. Vítězi prvních čtyř sezón se stali Wade Barrett, Kaval, Kaitlyn a Johnny Curtis. Show nyní vysílá zápasy jak mezi tzv. rookies tak mezi WWE Superstars.
Show měla původně premiéru 10. února 2010 na stanici Syfy a měla nahradit ECW která se zrušila. Méně než za měsíc bylo oznámeno že SmackDown bude ze stanice MyNetworkTV přesunuto právě na Syfy. Poslední epizoda NXT na tomto kanále byla odvysílána 28. září aby uvolnila místo pro SmackDown. Začala se vysílat v on-line přenosu na webu WWE.com pro sledovače ze Spojených států. Momentálně se show vysíla na USA Networks.
13. června 2012 WWE celý program předělala a z show se stalo vývojové středisko pro začínající wrestlery, NXT Wrestling.

## Sezóny

### 1. sezóna
První sezóna NXT začala na Syfy 23. února 2010 a skončila 1. června 2010. Většina účastníků této sezóny byla týden před zahájením natáčení představena v show ECW.
Vítězem této sezóny se stal Wade Barrett který po vítězství začal působit v show Raw. Ostatní již eliminovaní soutěžící byli zapojeni do storyline s týmem jménem Nexus. Pod vedením právě Barretta se Nexus snažil zničit smlouvy s WWE ostatních bývalých soutěžících. Tým zaútočil jak na Johna Cenu tak na mnoho dalších superstars. Daniel Bryan, soutěžící, byl (oprávněně) ze svého kontraktu z WWE propuštěn kvůli škrcení ringového hlasatele Justina Robertse kravatou. WWE údajně tento segment považovala až za moc násilný pro jejich TV-PG programování. Mezitím skupina Nexus pokračovala ve své práci v Raw a napadla i hlavního vedoucího Vince McMahona. Za dva měsíce později se Bryan nakonec do WWE vrátil a to na show SummerSlam kde se stal jako překvapení sedmým členem týmu který se utkal proti Nexusu. Za jejich počáteční útoky byli Barrett i ostatní členové týmu vyřazeni ze zápasu o titul. Daniel Bryan se později stal i prvním rookie který kdy získal titul, v jeho případě WWE united states titul, když porazil svého bývalého mentora Mize.
I když Bryan tuto soutěž nevyhrál, stal se prvním rookie který držel WWE Heavyweight titul který získal od Big Showa na Tables, Ladders, & Chairs 2011.

#### Soutěžící
| Rookie         | Pro (mentor)  | Počet výher | Počet proher | Status              |
| -------------- | ------------- | ----------- | ------------ | ------------------- |
| Wade Barrett   | Chris Jericho | 8           | 5            | Vítěz               |
| David Otunga   | R-Truth       | 6           | 5            | Vyřazen (15. týden) |
| Justin Gabriel | Matt Hardy    | 7           | 4            | Vyřazen (15. týden) |
| Heath Slater   | Christian     | 5           | 6            | Vyřazen (14. týden) |
| Darren Young   | CM Punk       | 7           | 4            | Vyřazen (13. týden) |
| Skip Sheffield | William Regal | 2           | 5            | Vyřazen (12. týden) |
| Daniel Bryan   | The Miz       | 0           | 10           | Vyřazen (12. týden) |
| Michael Tarver | Carlito       | 1           | 7            | Vyřazen (12. týden) |

#### Největší úspěchy
- WWE šampionát/WWE WH šampionát (3 krát) – Daniel Bryan
- World Heavyweight šampionát (1 krát) – Daniel Bryan
- WWE United States šampionát (1 krát) – Daniel Bryan
- WWE Intercontinental šampionát (5 krát) – Wade Barrett
- WWE Tag Team šampionát (5 krát) – David Otunga (2), Heath Slater a Justin Gabriel (3)
- Money in the Bank – Daniel Bryan
- Předávání cen Slammy Awards za největší šok roku (2010) – debut Nexusu

### 2. sezóna
Druhá sezóna NXT začala 8. června 2010 a skončila 31. srpna 2010. Obsazení této sezóny bylo představeno v prvním finále 1. června 2010. Původně měla sezóna trvat dvanáct týdnů ale nakonec se o týden prodloužila. Hlasování bylo založeno na hlasech mentorů a fanoušků prostřednictvím oficiálních stránek WWE.
Vítězem se stal Kaval který poté začal působit v show SmackDown. Mimoto byl s pomocí svého mentora Mize Alex Riley povolán do rosteru Raw. O pár měsíců později na pay-per-view Hell in a Cell udělali svůj debut i eliminovaní soutěžící Michael McGillicutty a Husky Harris který vyhrál svůj zápas proti Johnovi Cenovi s pomocí Wade Barretta který mu pomhl v maskování fanouška. Tito dva se později stali členy Nexusu. Kaval si zazápasil na show Survivor Series o Intercontinental titul proti Dolphovi Zigglerovi, bohužel ale neuspěl. Ze svého kontraktu s WWE byl propuštěn v prosinci 2010.

#### Soutěžící
| Rookie               | Pro (mentor)                      | Počet výher | Počet proher | Status              |
| -------------------- | --------------------------------- | ----------- | ------------ | ------------------- |
| Kaval                | LayCool (Layla & Michelle McCool) | 3           | 6            | Vítěz               |
| Michael McGillicutty | Kofi Kingston                     | 6           | 4            | Vyřazen (13. týden) |
| Alex Riley           | The Miz                           | 5           | 4            | Vyřazen (13. týden) |
| Husky Harris         | Cody Rhodes                       | 4           | 4            | Vyřazen (11. týden) |
| Percy Watson         | Montel Vontavious Porter (M.V.P.) | 3           | 4            | Vyřazen (11. týden) |
| Lucky Cannon         | Mark Henry                        | 3           | 5            | Vyřazen (10. týden) |
| Eli Cottonwood       | John Morrison                     | 2           | 2            | Vyřazen (8. týden)  |
| Titus O'Neil         | Zack Ryder                        | 0           | 3            | Vyřazen (4. týden)  |

#### Největší úspěchy
- WWE Tag Team šampionát (1 krát) – Michael McGillicutty
- WWE Intercontinental šampionát – Michael McGillicutty (nyní Curtis Axel)

### 3. sezóna
Třetí sezóna začala 7. září 2010 a skončila 30. listopadu 2010. Sezóna byla speciálně jen pro divas (ženy) a měla nahradit soutěž Diva Search. První čtyři epizody byly vysílány na Syfy. Vzhledem k tomu, že na tento kanál se měl „stěhovat“ SmackDown, mudelo být NXT přesunuto na webové vysílání na WWE.com. Cena pro vítěze byla jiná než v předchozích sezónách. Na rozdíl od mužů kteří si mohli vybrat zápas o titul dle svého výběru, vítězka získala jen smlouvu s WWE.
Většina soutěžících byla odhalena ve druhém finále 31. srpna 2010. Předtím, než se začalo natáčet, rookie diva Aloisia byla ze show vyloučena. Na televizních obrazovkách to bylo uděláno tak, že se pohádala se svou mentorkou Vickie Guerrero. V reálném životě to ale údajně bylo kvůli tomu že na internet byly propuštěny její fetiš-fotky. V rozhovoru ale ona sama uvedla že si není jistá zda to bylo kvůli těmto fotkám a nebo ne. Vickie později představila svou novou rookie divu Kaitlyn která nakonec soutěž vyhrála a začala působit ve SmackDownu. Nakonec se všechny divy (kromě Jamie Keyes která byla propuštěna krátce po svém vyřazení) objevily v hlavním rosteru. AJ debutovala na SmackDown v květnu 2011 jako týmová partnerka Kaitlyn. Aksana a Maxine se vrátily v srpnu 2011 přičemž první zmiňovaná projevila na SmackDownu zájem o Teddyho Longa a druhá v NXT o Derricka Batemana. Naomi debutovala na Raw v lednu 2012 jako jedna z tanečnic pro Broduse Claye.

#### Soutěžící
| Rookie  | Pro (mentor)                     | Počet výher | Počet proher | Status               |
| ------- | -------------------------------- | ----------- | ------------ | -------------------- |
| Kaitlyn | Vickie Guerrero                  | 3           | 4            | Vítězka              |
| Naomi   | Kelly Kelly                      | 5           | 4            | Vyřazena (13. týden) |
| AJ Lee  | Primo                            | 6           | 2            | Vyřazena (12. týden) |
| Aksana  | Goldust                          | 2           | 5            | Vyřazena (11. týden) |
| Maxine  | Alicia Fox                       | 1           | 4            | Vyřazena (9. týden)  |
| Jamie   | Bella Twins (Brie a Nikki Bella) | 2           | 0            | Vyřazena (9. týden)  |

#### Největší úspěchy
- Divas Championship (4 krát) – Kaitlyn (1 krát) a AJ Lee (3 krát)

### 4. sezóna
Čtvrtá sezóna začala 7. prosince 2010 a skončila dne 1. března 2011. Soutěž byla opět mužská záležitost stejně jako v prvních dvou sezónách. Obsazení soutěžících bylo poprvé představeno na třetím finále 30. listopadu 2010. Během 5. týdne bylo oznámeno že vítěz a jeho mentor se utkají o WWE Tag Team titul. Tím se stal Johnny Curtis a jeho mentor R-Truth a utkali se o týmové tituly. 18. dubna ale R-Truth prošel heelturnem (stal se z něho záporný wrestler)když napadl Johna Morrisona a tak se zápas o společný titul neuskutečnil. Curtis v červnu debutoval na SmackDownu.

#### Soutěžící
| Rookie          | Pro (mentor)                                 | Počet výher | Počet proher | Status              |
| --------------- | -------------------------------------------- | ----------- | ------------ | ------------------- |
| Johnny Curtis   | R-Truth                                      | 3           | 7            | Vítěz               |
| Brodus Clay     | Million Dollar Couple (Ted DiBiase a Maryse) | 7           | 3            | Vyřazen (13. týden) |
| Derrick Bateman | Daniel Bryan                                 | 3           | 6            | Vyřazen (12. týden) |
| Byron Saxton    | Dolph Ziggler a Vickie Guerrero              | 3           | 6            | Vyřazen (10. týden) |
| Connor O'Brian  | Alberto del Rio a Ricardo Rodriguez          | 3           | 1            | Vyřazen (7. týden)  |
| Jacob Novak     | Chris Masters                                | 1           | 2            | Vyřazen (5. týden)  |

#### Největší úspěchy
- NXT Tag Team Championship (1 krát) – Connor O'Brian (nyní jako Konnor)

### NXT Redemption(5. sezóna)
NXT Redemption, pátá sezóna NXT, začala 8. března 2011. Skládá se ze šesti rookies kteří se účastnili některé ze sezón již předtím. Mohli si vybrat svého vlastního mentora. Dne 25. června 2011 byla z WWE propuštěn Chavo Guerrero takže Darren Young zůstal bez mentora. O tři dny později byl vyloučen Conor O'Brian a nahradil ho Derrick Bateman. Později, 5. srpna, byl propuštěn i Vladimir Kozlov a tím pádem i jeho rookie. Zatímco se tady neukazovaly žádné divy, od 28. června se vrátila AJ Lee a Maxine jako přítelkyně Hornswoggle a Batemana.
NXT Redemption je zatím nejdéle trvající sezóna. 21. března byla odvysílána 55. epizoda což je více než všechny tři sezóny dohromady.
| Rookie          | Pro (mentor)    | Účastník sezóny | Počet výher | Počet proher | Status                 |
| --------------- | --------------- | --------------- | ----------- | ------------ | ---------------------- |
| Derrick Bateman | Daniel Bryan    | 4. sezóna       | 12          | 14           | Neoficiální vítěz      |
| Darren Young    | Chavo Guerrero  | 1. sezóna       | 18          | 21           | Přesunut do SmackDownu |
| Titus O'Neil    | Hornswoggle     | 2. sezóna       | 25          | 18           | Přesunut do SmackDownu |
| Conor O'Brian   | Vladimir Kozlov | 4. sezóna       | 6           | 6            | Vyřazen (17. týden)    |
| Lucky Cannon    | Tyson Kidd      | 2. sezóna       | 6           | 6            | Vyřazen (15. týden)    |
| Byron Saxton    | Yoshi Tatsu     | 4. sezóna       | 2           | 8            | Vyřazen (13. týden)    |
| Jacob Novak     | JTG             | 4. sezóna       | 2           | 5            | Vyřazen (11. týden)    |

## Současní šampióni
| Titul                             | Současný šampion             | Předchozí šampion            |
| NXT                               |                              |                              |
| NXT Championship                  | Ilja Dragunov                | Carmelo Hayes                |
| NXT Womens Championship           | Lyra Valkyria                | Becky Lynch                  |
| NXT Tag Team Championship         | Bron Breakker a Baron Corbin | The Family                   |
| NXT North American Championship   | Oba Femi                     | Dragon Lee                   |
| WWE Women's Tag Team Championship | The Kabuki Warriors          | Katana Chance aKayden Carter |

## Osobnosti

### Hostitelé
| Osoba          | Délka působení                     | Role                      |
| -------------- | ---------------------------------- | ------------------------- |
| Matt Striker   | 23. února 2010 – 12. července 2012 | Hostitel                  |
| Ashley Valence | 23. června 2010 – 31. srpna 2010   | Spolupracující hostitelka |
| Maryse         | 8. března 2011 – 18. října 2011    | Spolupracující hostitelka |
| William Regal  | 19. února 2012 – 5. ledna 2022     | Generální manažer         |
| Shawn Michaels | 13. září 2022 – současnost         | Senior Vicepresident      |
| Ava            | 23. ledna 2024 – současnost        | Generální manažer         |